# Piosenka nie zna granic
Piosenka nie zna granic – album studyjny Filipinek i Aleksandra Nizowicza wydany w 1965 roku w USA oraz Kanadzie przez Melodia Records Co. (LPM1012).

## Materiał muzyczny
Na płycie zamieszczono piosenki z programu pierwszego amerykańskiego tournée Filipinek Piosenka nie zna granic. Utwory dobrane były przede wszystkim pod kątem oczekiwań publiczności koncertów – amerykańskiej i kanadyjskiej Polonii, która z rodzinnym krajem pożegnała się w latach 40., a która według zamierzeń organizatora trasy Jana Wojewódki zapełniać miała widownie odwiedzanych przez zespół sal koncertowych i kupować płytę. Na longplayu znalazły się więc patriotyczne Maki (Stanisław Niewiadomski / Kornel Makuszyński), dwie piosenki skomponowane przez Jana Janikowskiego (ówczesnego opiekuna artystycznego zespołu Filipinki) do tekstów Włodzimierza Patuszyńskiego – Dzień dobry Polonio i A może razem – odnoszące się bezpośrednio do wizyty Filipinek w Ameryce i spotkań z Polonusami, a także rzewna Ave Maria no morro (Herivelto Martins / Tadeusz Czarkowski), popularny na całym świecie Podmoskiewski zmierzch (Wasilij Pawłowicz Sołowjow-Siedoj / Mirosław Łebkowski) oraz cover amerykańskiego przeboju Paula Anki Pity pity pod okazjonalnie zmienionym polskim tytułem 100 przyrzeczeń (Joe Ergus). Płytę dopełniały piosenki towarzyszącego zespołowi podczas tournée solisty Aleksandra Nizowicza, wśród nich śpiewana z towarzyszeniem Filipinek Everybody Loves Somebody (Sam Coslow, Irving Taylor i Ken Lane / Włodzimierz Patuszyński).

## Informacje dodatkowe

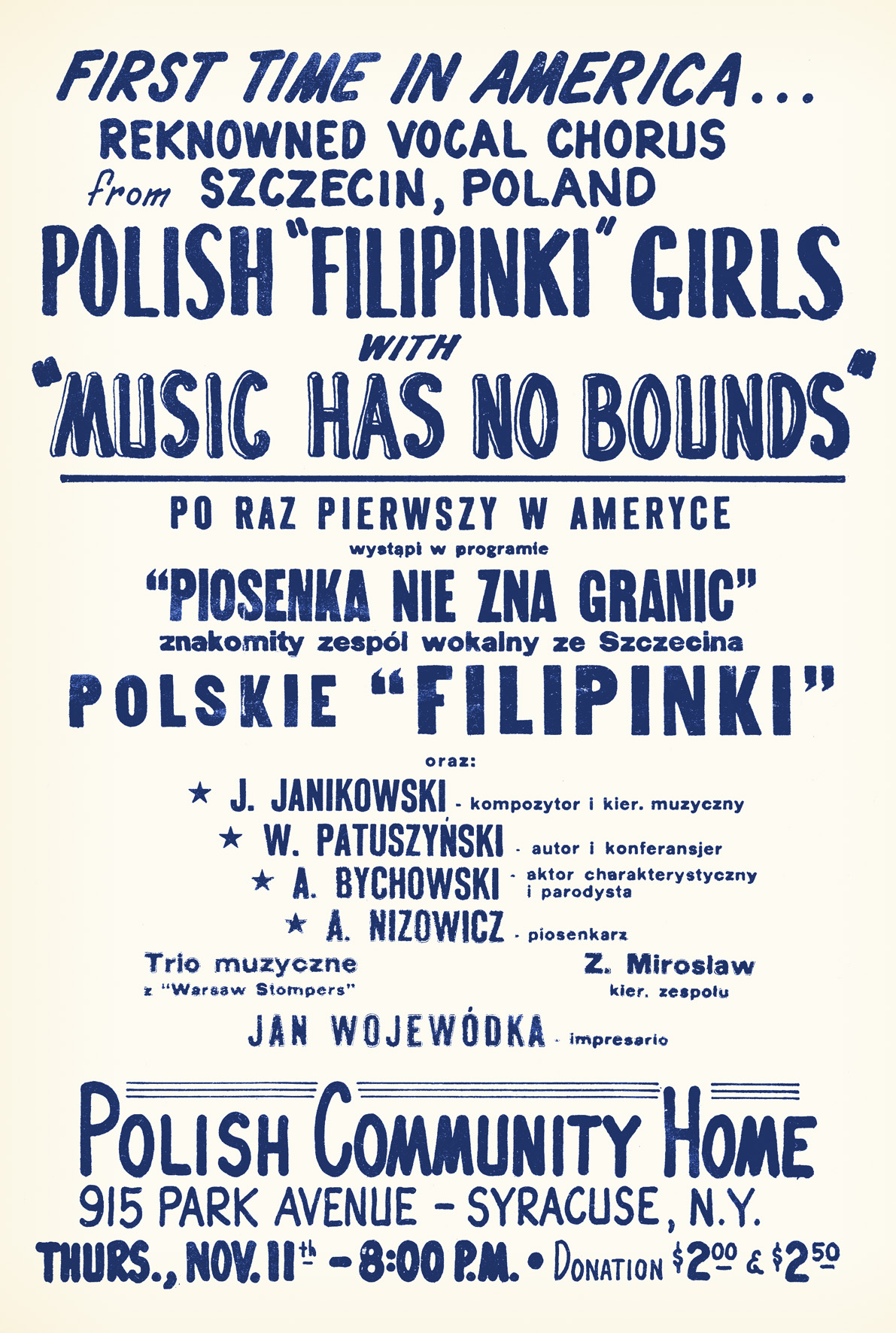
Dwujęzyczny afisz reklamujący koncert Filipinek w Syracuse 11 listopada 1965 roku

Filipinki nagrały cały materiał na płytę Piosenka nie zna granic podczas jednej wieczornej sesji, w poniedziałek 18 października 1965 roku w Toronto. W nagraniach towarzyszyli im Aleksander Nizowicz, trio muzyków z zespołu Warsaw Stompers (Mieczysław Wadecki, Bogdan Sobiesiak i Władysław Brzezicki) oraz akompaniujący zespołowi na fortepianie Jan Janikowski. Jan Wojewódka, impresario, który zaprosił Filipinki do Kanady i USA oraz zorganizował całą trasę, pierwotnie zakładał, że publiczność koncertów będzie wyłącznie polonijna, ale okazało się, że przedstawienia cieszyły się także całkiem sporym powodzeniem publiczności amerykańskiej. Filipinki dwukrotnie prezentowały program w kampusach uniwersytetów w Detroit (25 października 1965 r., University of Detroit Mercy) i Buffalo (2 grudnia 1965 r., University at Buffalo), udało się też wprowadzić na playlisty amerykańskich rozgłośni radiowych ich piosenkę Spacer po porcie (Jan Janikowski) pod angielskim tytułem We Are Walking On The Beach – w efekcie od połowy trasy większość afiszy i ulotek reklamujących występy Filipinek drukowana była w językach angielskim i polskim.

## Lista utworów
|          | Nr                       | Tytuł                                | Muzyka                             | Słowa | Czas |
| -------- | ------------------------ | ------------------------------------ | ---------------------------------- | ----- | ---- |
| Strona A |                          |                                      |                                    |       |      |
| 1        | Dzień dobry, Polonio     | Jan Janikowski                       | Włodzimierz Patuszyński            | 2:40  |      |
| 2        | A może razem             | Jan Janikowski                       | Włodzimierz Patuszyński            | 2:19  |      |
| 3        | Ave Maria no morro       | Herivelto Martins                    | Tadeusz Czarkowski                 | 4:57  |      |
| 4        | Maki                     | Stanisław Niewiadomski               | Kornel Makuszyński                 | 2:35  |      |
| 5        | Podmoskiewski zmierzch   | Wasilij Pawłowicz Sołowjow-Siedoj    | Mirosław Łebkowski                 | 2:55  |      |
| 6        | Sto przyrzeczeń          | Joe Ergus                            | ?                                  | 2:20  |      |
| Strona B |                          |                                      |                                    |       |      |
| 1        | Błękitny, mały kwiat     | Romeo i Perfetti                     | Zbigniew Zapert i Zbigniew Kaszkur | 3:50  |      |
| 2        | Uśpiona fontanna         | Émile Stern                          | Ola Obarska                        | 3:17  |      |
| 3        | Mamo, kup mi hulajnogę   | ?                                    | ?                                  | 2:16  |      |
| 4        | Konik na biegunach       | Jacek Dybek                          | Franciszek Serwatka                | 2:55  |      |
| 5        | Andriusza                | Bogusław Klimczuk                    | Tadeusz Urgacz                     | 3:07  |      |
| 6        | Everybody Loves Somebody | Sam Coslow, Irving Taylor i Ken Lane | Włodzmierz Patuszyński             | 2:58  |      |

## Wykonawcy
Filipinki w składzie:
- Zofia Bogdanowicz
- Niki Ikonomu
- Elżbieta Klausz
- Krystyna Pawlaczyk
- Iwona Racz
- Krystyna Sadowska
- Anna Sadowa

Aleksander Nizowicz – solista
Trio Warsaw Stompers w składzie:
- Mieczysław Wadecki – perkusja
- Gogdan Sobiesiak – klarnet
- Władysław Brzezicki – gitara basowa i kontrabas

Jan Janikowski – fortepian
Opieka artystyczna i aranż – Jan Janikowski.
Kierownictwo nagrań – Adam Janisio